# Wildcat Wilson
George Schly „Wildcat“ Wilson (* 6. September 1901 in Everett, Washington, USA; † 27. Dezember 1963 in San Francisco, Kalifornien) war ein US-amerikanischer American-Football-Spieler. Er spielte unter anderem in der National Football League bei den Providence Steam Roller.

## Spielerlaufbahn

### High School und College
Wilson besuchte in Everett die High School, für deren Footballteam er zunächst als Guard auflief, bevor er 1918 zum Halfback umgeschult wurde. Im Jahr 1919 gewann seine Schule die nationale Meisterschaft. 1921 konnte seine Mannschaft den Titelgewinn wiederholen. Nach seinem Schulabschluss studierte er von 1923 bis 1925 an der University of Washington. Er lief für die Footballmannschaft seines Colleges überwiegend als Tailback auf, spielte aber auch auf anderen Positionen, was in der damaligen Zeit üblich war.
Die Mannschaft von Wilson gewann während dessen Collegekarriere 28 von 34 Spielen. Im Jahr 1924 konnten die Washington Huskies in den Rose Bowl einziehen und gegen die Mannschaft der U.S. Navy unentschieden spielen. Wilson erzielte dabei einen Touchdown. 1926 zog sein Team erneut in den Rose Bowl ein. Wilson, der sein Studium 1925 abgebrochen hatte, kehrte für dieses Spiel an sein College zurück und verzichtete daher zunächst auf eine Profikarriere. Bis zur 38 Minute stand Wilson durchgehend auf dem Spielfeld. Bis zu diesem Zeitpunkt haben die Huskies das Spiel klar bestimmt und 317 Yards Raumgewinn erzielt. Nachdem Wilson aufgrund einer Verletzung aus dem Spiel ausgeschieden war, konnten die Huskies nur noch 17 Yards Raumgewinn erzielen und mussten drei Touchdowns hinnehmen. Das Spiel ging mit 20:19 verloren. Wilson wurde trotzdem zum MVP des Spiels gewählt. Zusammen mit Red Grange und Ernie Nevers galt Wilson als einer der besten College Runningbacks der damaligen Zeit.

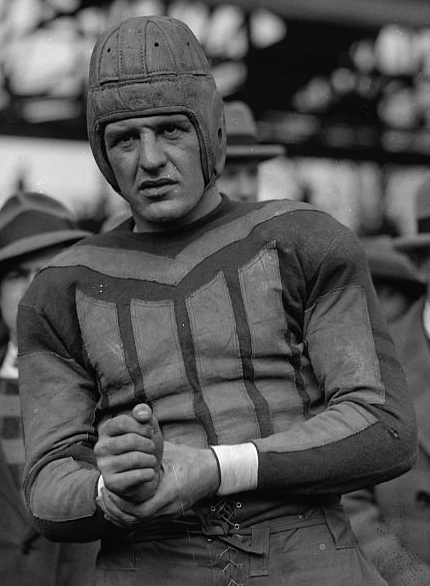
Red Grange

### Profikarriere
Wilson unterschrieb unmittelbar nach dem Rose Bowl einen Profivertrag bei den Akron Pros, die allerdings im selben Jahr den Spielbetrieb aufgrund finanzieller Probleme einstellen mussten. Daraufhin nahm er das Angebot der Los Angeles Tigers an für 500 US-Dollar gegen die Chicago Bears von George Halas und Red Grange zu spielen. Die Bears hatten sich zu dieser Gastspielreise entschlossen, um Geld für den notorisch an „Geldmangel“ leidenden Verein zu erwirtschaften. Das Spiel fand in Los Angeles statt. Wilson attackierte Grange, der am Gewinn der Gastspielreise beteiligt war, bereits beim ersten Spielzug hart, konnte aber nicht verhindern, dass die Bears das Spiel vor 75.000 Zuschauern mit 17:7 gewannen.
Wilson spielte 1926 zunächst ein Jahr bei den Los Angeles Wildcats in der American Football League. Er war gleichzeitig der Besitzer der Mannschaft und zeigte in diesem Jahr starkes Interesse an einem jungen Nachwuchs-Football-Spieler mit dem Namen Marion Morrison. Morrison lehnte es allerdings ab einen Vertrag bei den Wildcats zu unterzeichnen. Morrison erlitt einen Sportunfall und strebte danach eine Filmkarriere an. Er ging unter seinem Pseudonym John Wayne in die US-amerikanische Filmgeschichte ein.
Nach dem Niedergang der American Football League wechselte er zu den von Jimmy Conzelman trainierten Providence Steam Roller. Die Steam Roller waren bereit ihm ein Gehalt von 500 US-Dollar pro Spiel zu bezahlen. Mit der Mannschaft, bei der auch der mehrmalige All-Pro-Spieler Gus Sonnenberg unter Vertrag stand, gewann er 1928 die NFL Meisterschaft. Nach der Saison 1929 beendete Wilson aufgrund eigener finanzieller Probleme seine Spielerlaufbahn.

## Nach der Laufbahn
George Wilson startete nach seiner Spielerkarriere eine Laufbahn als Wrestler in Australien. 1935 wurde er von seiner Frau geschieden und kehrte in die USA zurück. Sein bis dahin in Australien verdientes Geld durfte er allerdings nicht außer Landes bringen. Er arbeitete danach bei einem Freund auf den Ölfeldern von Texas und kehrte nach dessen Tod nach Washington zurück um in seiner Geburtsstadt während des Zweiten Weltkriegs in einer Werft zu arbeiten. Als Hafenarbeiter in San Francisco geriet er in völlige Vergessenheit. Die amerikanische Öffentlichkeit wurde erst wieder auf ihn aufmerksam, als er in die College Football Hall of Fame gewählt wurde. Wildcat Wilson ist auf dem Evergreen Cemetery in Everett beerdigt.

## Skandal um Wilson
Nach seiner Rückkehr aus Australien gestand Wilson 1936 gegenüber einem Zeitungsreporter, dass ihm 1000 US-Dollar durch sein altes College angeboten wurden, wenn er 1926 für deren Mannschaft im Rose Bowl spielen würde. Das Geld habe er aber nie erhalten. Wilson wäre verpflichtet gewesen diesen Verstoß gegen die Regeln der NCAA zu melden, was er unterlassen hat. Da keinerlei Belege für die Behauptung von Wilson zu finden waren und Mitspieler und Verantwortliche seines Colleges die Vorwürfe bestritten, wurde die Untersuchung des Vorfalls eingestellt.

## Ehrungen
Wildcat Wilson wurde einmal zum All-Pro gewählt. Er ist Mitglied in der College Football Hall of Fame, in der State of Washington Sports Hall of Fame, in der Rose Bowl Hall of Fame und im All-Time Pacific Coast Team.